# Alcea teheranica
Alcea teheranica là một loài thực vật có hoa trong họ Cẩm quỳ. Loài này được Parsa mô tả khoa học đầu tiên năm 1948.